# 김재성 (축구 선수)
김재성(한국 한자: 金在成, 1983년 10월 3일 ~ )은 전 대한민국의 축구 선수로서 포지션은 수비형 미드필더다. 현재 K리그1의 인천 유나이티드의 코치이다.

## 개요
능곡초등학교, 능곡중학교, 수원공업고등학교를 거쳐 아주대학교를 중퇴하였다. 넓은 시야와 정확한 패스 플레이, 위력적인 프리킥 능력으로 인하여 '재간둥이'라는 별명이 붙었다.

## 축구인 생활

### 클럽 경력
2005년 부천 SK에 입단하였고, 2006년 부천 SK가 제주특별자치도로 연고 이전 후 구단 명칭을 변경한 제주 유나이티드 FC에서 계속 활약하였다.
2008년 오승범과의 1:1 트레이드로 포항 스틸러스로 이적하여 2008년 FA컵 결승전에서 쐐기골을 성공시키는 등 팀의 우승에 공헌하였다. 2009년에는 특히 AFC 챔피언스리그 전 경기에 선발 또는 교체 출전하며 4골을 성공시켜, 팀의 AFC 챔피언스리그 우승을 이끌었고, FIFA 클럽 월드컵 3위를 달성하는 데에도 크게 기여하였다.
2011 시즌 종료 후 군 복무를 위해 상주 상무 피닉스에 입단하였으며, 2013년 11월 12일 군 복무를 마치고 원 소속팀인 포항 스틸러스로 임대 복귀하였다. 복귀 후 부상, 경고누적 등으로 출전이 불가능하였던 기존 주전 선수들의 자리를 잘 메워 팀의 K리그 클래식 2013 우승에 공헌하였다. 2014 시즌에도 주전으로 활약하였으며, 4월 30일 열린 FA컵 FC 안양과의 경기에서 쇄골 골절의 부상을 당하여 6주 이상 경기에 나서지 못하였음에도, 29경기에 나서 7골 4도움의 본인의 커리어 하이를 기록하였다.
2015년 1월 14일, 신생팀인 서울 이랜드 FC로의 이적을 공식 발표하였다. 2015년 3월 29일 FC 안양과의 홈 개막 첫 경기에서 페널티킥으로 팀의 첫 골을 기록하였다. 또한 4월 15일, 상주 상무와의 경기에서 2도움을 기록하며 281경기 만에 30-30 클럽에 가입하였다.
2016년 7월, 제주 유나이티드 김봉래와 6개월 맞임대되었다. 2017년 1월, 오스트레일리아 A리그 멘 애들레이드 유나이티드 FC에 입단하였다가 2017 시즌 중 전남 드래곤즈로 이적하여 국내로 복귀하였다.

### 대표팀 경력
2010년 1월 23일 라트비아전에서 A매치 첫 득점을 기록했다. 2010년 2월 14일 도쿄 국립 경기장에서 열린 2010 동아시아컵 일본전에서 쐐기골을 성공시켜 대한민국의 승리에 기여했다.
2010 남아공 월드컵에 발탁되어 조별리그 1차전인 그리스전 후반 46분 교체투입되어 첫 월드컵 그라운드를 밟았다. 3차전 나이지리아전에도 수비보강을 위해 후반 42분 교체투입되었고, 16강 우루과이전에서는 중앙공격형 미드필더로 선발출장하여 무난한 활약을 선보였고 후반 14분 이동국과 교체되었다.

### 지도자 경력
2020시즌을 앞두고 인천 유나이티드의 코치로 부임했다.

## 플레이 스타일
성실하고 폭넓은 활동폭, 안정감 있는 공수연결 플레이로 팀의 중심 역할을 수행한다.

## 클럽 경기 출장 경력
2017년 2월 25일 기준
| 클럽                      | 시즌    | 리그 | 리그 | 국내 FA컵 | 국내 FA컵 | 리그 컵 | 리그 컵 | 대륙 대회 | 대륙 대회 | 통산 | 통산 |
| 클럽                      | 시즌    | 출장 | 득점 | 출장      | 득점      | 출장    | 득점    | 출장      | 득점      | 출장 | 득점 |
| ------------------------- | ------- | ---- | ---- | --------- | --------- | ------- | ------- | --------- | --------- | ---- | ---- |
| 부천 SK / 제주 유나이티드 | 2005    | 23   | 1    | 0         | 0         | 12      | 1       | -         | -         | 35   | 2    |
| 부천 SK / 제주 유나이티드 | 2006    | 20   | 1    | 0         | 0         | 11      | 1       | -         | -         | 31   | 2    |
| 부천 SK / 제주 유나이티드 | 2007    | 20   | 2    | 4         | 0         | 4       | 0       | -         | -         | 28   | 2    |
| 포항 스틸러스             | 2008    | 24   | 2    | 3         | 1         | 2       | 0       | 3         | 1         | 32   | 4    |
| 포항 스틸러스             | 2009    | 23   | 1    | 1         | 0         | 3       | 0       | 14        | 4         | 41   | 5    |
| 포항 스틸러스             | 2010    | 24   | 1    | 1         | 0         | 0       | 0       | 9         | 4         | 34   | 5    |
| 포항 스틸러스             | 2011    | 29   | 5    | 3         | 0         | 1       | 0       | -         | -         | 33   | 5    |
| 상주 상무 피닉스          | 2012    | 24   | 4    | 2         | 1         | -       | -       | -         | -         | 26   | 5    |
| 상주 상무 피닉스          | 2013    | 26   | 3    | 2         | 0         | -       | -       | -         | -         | 28   | 3    |
| 포항 스틸러스             | 2013    | 3    | 0    | -         | -         | -       | -       | -         | -         | 3    | 0    |
| 포항 스틸러스             | 2014    | 29   | 7    | 2         | 0         | -       | -       | 6         | 0         | 37   | 7    |
| 서울 이랜드               | 2015    | 39   | 4    | 1         | 0         | -       | -       | -         | -         | 40   | 4    |
| 서울 이랜드               | 2016    | 17   | 1    | 2         | 0         | -       | -       | -         | -         | 19   | 1    |
| 제주 유나이티드           | 2016    | 8    | 0    | -         | -         | -       | -       | -         | -         | 8    | 0    |
| 애들레이드 유나이티드     | 2016-17 | 2    | 0    | -         | -         | -       | -       | 1         | 0         | 3    | 0    |
| 통산                      | 통산    | 344  | 34   | 21        | 2         | 33      | 2       | 33        | 9         | 431  | 47   |

## 수상

### 개인
- 2015년 K-리그 챌린지 도움왕 수상

### 클럽

#### 포항 스틸러스
- K리그 클래식 우승 1회 (2013년)
- FA컵 우승 1회 (2008년)
- AFC 챔피언스리그 우승 1회 (2009년)
- 피스컵 코리아 우승 1회 (2009년)

#### 상주 상무 피닉스
- K리그 챌린지 우승 1회 (2013년)